# Hans Klenk
Hans Klenk (Künzelsau, Alemanha, 28 de outubro de 1919 – Vellberg, Alemanha, 24 de março de 2009) foi um automobilista alemão que participou do GP da Alemanha de 1952 de Fórmula 1.